# Synoicus monorthonyx
La quaglia delle nevi (Synoicus monorthonyx (van Oort, 1910)) è un uccello galliforme della famiglia dei Fasianidi, endemico della Nuova Guinea. Classificata originariamente nel genere monotipico Anurophasis, in seguito alle analisi filogenetiche è risultata essere imparentata con la quaglia della Tasmania (Synoicus ypsilophorus) e pertanto è stata anch'essa inserita in Synoicus.

## Descrizione

### Dimensioni
Misura 25–28 cm di lunghezza per circa 401 g di peso.

### Aspetto
Ha corpo rotondo e massiccio. Il maschio è ricoperto da un piumaggio interamente di colore bruno-rossastro scuro fortemente barrato su dorso, ali e petto. La femmina ha testa, nuca, ali, dorso e coda di colore marrone scuro. Gola, petto e ventre sono di colore grigio chiaro. Ali, dorso, petto e ventre sono abbondantemente barrati. Il becco è tozzo e uncinato e le zampe sono di colore giallo scuro. L'iride è marrone.
Nell'identificazione può essere confusa con gli esemplari appartenenti alle sottospecie mafulu e monticola della quaglia della Tasmania (Synoicus ypsilophorus), entrambe di colore scuro e diffuse ad altitudini simili in Nuova Guinea.

### Voce
Il richiamo è stato sentito solo una volta. Il suo suono somiglia ad un chiocciare stridulo, una sorta di quee-u ripetuto 4-5 volte.

## Biologia

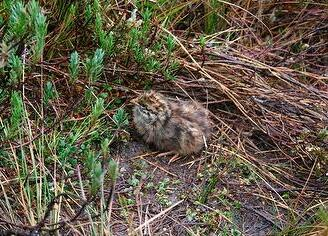
Un pulcino.

A causa del suo habitat quasi inaccessibile, questa specie è quasi completamente sconosciuta ed è stata osservata in natura solo poche volte. Uccello generalmente solitario, è stato talvolta osservato anche in coppia. Si nutre di semi, di foglie, di giovani germogli, di fiori, di bruchi e di insetti.

### Riproduzione
Le abitudini riproduttive sono praticamente sconosciute. Un nido contenente tre uova è stato scoperto ai piedi di un gruppo di tussock nel mese di settembre.

## Distribuzione e habitat
Questo uccello vive nelle praterie alpine dei monti Snow (noti anche come monti Maoke) e Star sull'altopiano di Kemabu tra 3100 e 4200 m di altitudine al centro della provincia indonesiana di Papua, in Nuova Guinea.

## Conservazione
Questa regione scarsamente popolata e molto isolata fa sì che la specie sia virtualmente al sicuro delle interazioni umane. Tuttavia, diversi progetti di sfruttamento minerario e il fatto che la quaglia delle nevi non è protetta dalla legge indonesiana rappresentano un rischio per questa specie, e come tale viene classificata come «prossima alla minaccia» (Near Threatened) dalla IUCN.